# Анспранд
Анспранд (бл. 657–712) — король лангобардів упродовж короткого періоду в 712 році. До цього був герцогом Асті та регентом при малолітньому королі Лютперті (700—701). Був переможений у битві біля Новари Рагінпертом, а тому утік за межі Італії й перебував при дворі герцога Баварського Теудеберта.
711 року Анспранд повернувся на чолі великого війська, яке йому надав Теудеберт. Багато жителів східної Італії підтримали його, взявши участь у битві біля Павії. Син Рагінперта, король Аріперт II, утік зі столиці, захопивши цінності й прямував до Галлії, проте втопився у річці Тічино. Анспранд коронувався королем лангобардів.
Помер у 712, залишивши трон єдиному сину Лютпранду.